# Thestor camdeboo
The Camdeboo Skolly (Thestor camdeboo) là một loài bướm ngày thuộc họ Bướm xanh. Nó được tìm thấy ở Nam Phi, ở đó nó is only known from grassveld inclusions in Nama Karoo on the upper slopes of the Camdeboo Mountains phía bắc of Aberdeen in the East Cape.
Sải cánh dài 26–28 mm đối với con đực và 27–29 mm đối với con cái. Con trưởng thành bay từ the end of tháng 11 to giữa tháng 12. Có một lức một năm.